# 加的斯输电线塔

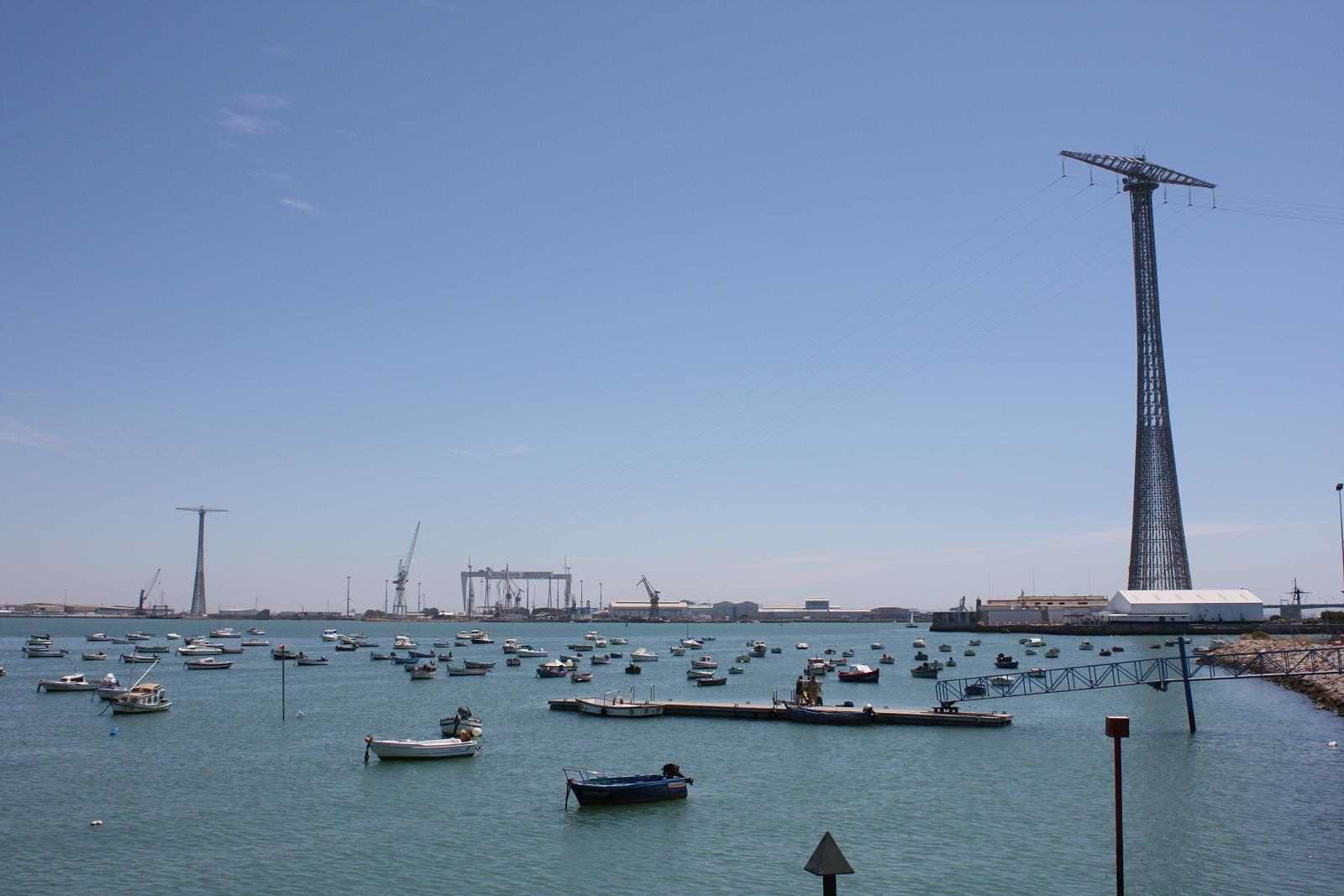

加的斯输电线塔（Pilones de Cádiz）是两根高158米的输电线塔，携两股高压线，跨越西班牙加的斯的加的斯湾。在顶端有一条携电线的横梁。

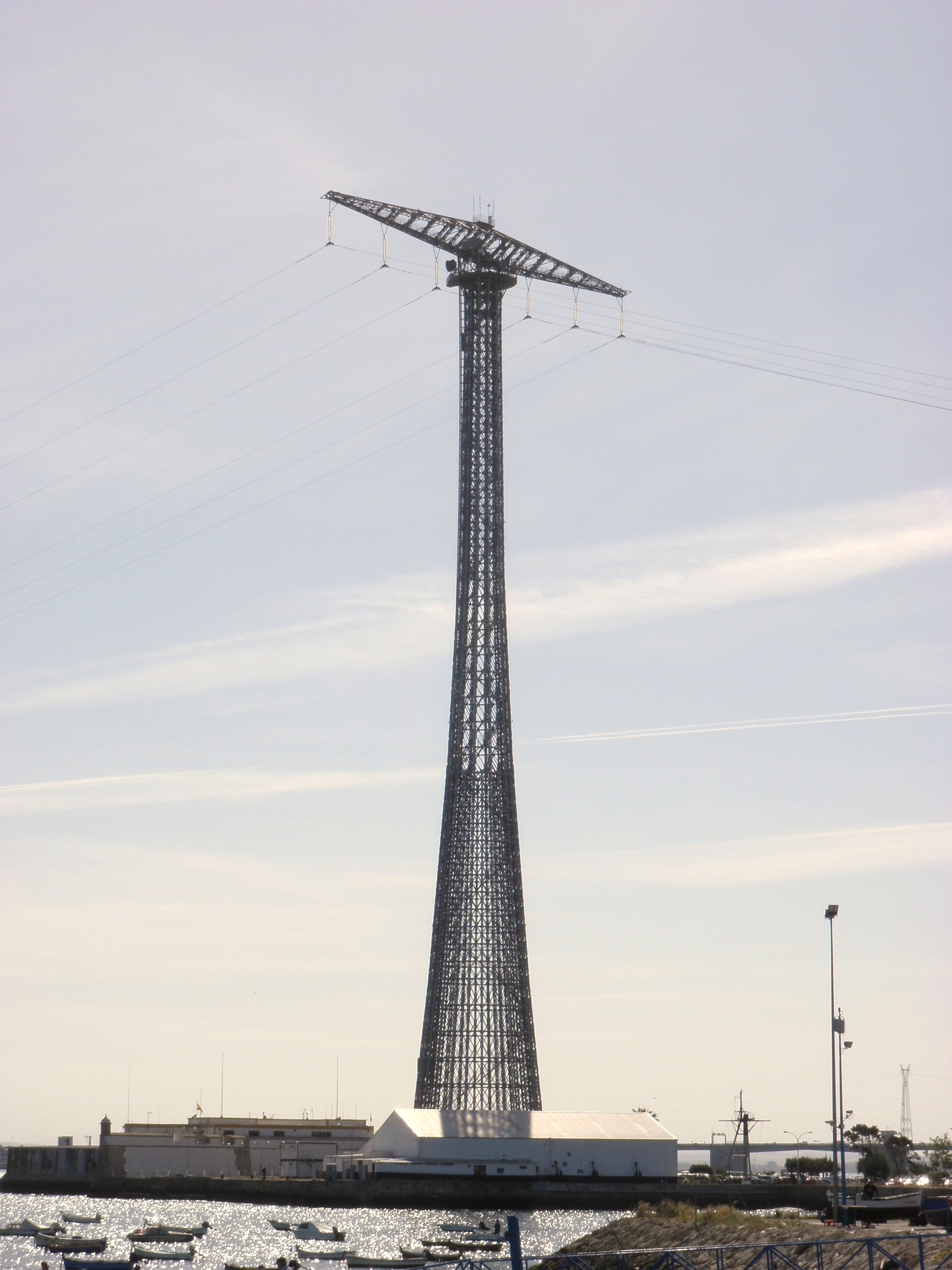
加的斯输电线塔

两座塔都是中空的圆锥体，直径从底部的20.7米减小到顶部的6米。塔架尖顶上有一个菱形截面的单横杆。螺旋楼梯从结构内部蜿蜒到顶部。这种非传统的设计是由意大利工程师阿尔贝托·托斯卡纳（Alberto M.Toscano）设计。施工由建筑商斯卡拉（Remo Scalla）监督。设计师托斯卡纳和建筑商斯卡拉的同一个团队又建造了跨越墨西拿海峡，连接意大利大陆和西西里岛的墨西拿输电线塔。加的斯项目始于1957年下半年，于1960年结束。建成后，西班牙国家工业协会收购了这座塔。